# José María Cardel
José María Cardel är en ort i Mexiko.   Den ligger i kommunen Tihuatlán och delstaten Veracruz, i den sydöstra delen av landet, 210 km öster om huvudstaden Mexico City. José María Cardel ligger 89 meter över havet och antalet invånare är 391.
Terrängen runt José María Cardel är huvudsakligen platt, men åt nordväst är den kuperad. Runt José María Cardel är det ganska tätbefolkat, med 179 invånare per kvadratkilometer. Närmaste större samhälle är Tihuatlan, 7,3 km nordost om José María Cardel. Trakten runt José María Cardel består till största delen av jordbruksmark.